# جرمی نوز (شناگر)
جرمی نوز (به انگلیسی: Jeremy Knowles) (زادهٔ ۳۰ اوت ۱۹۸۱) شناگر اهل بوسنی و هرزگوین است.